# Liste der Spiele für das Sega Mega-CD

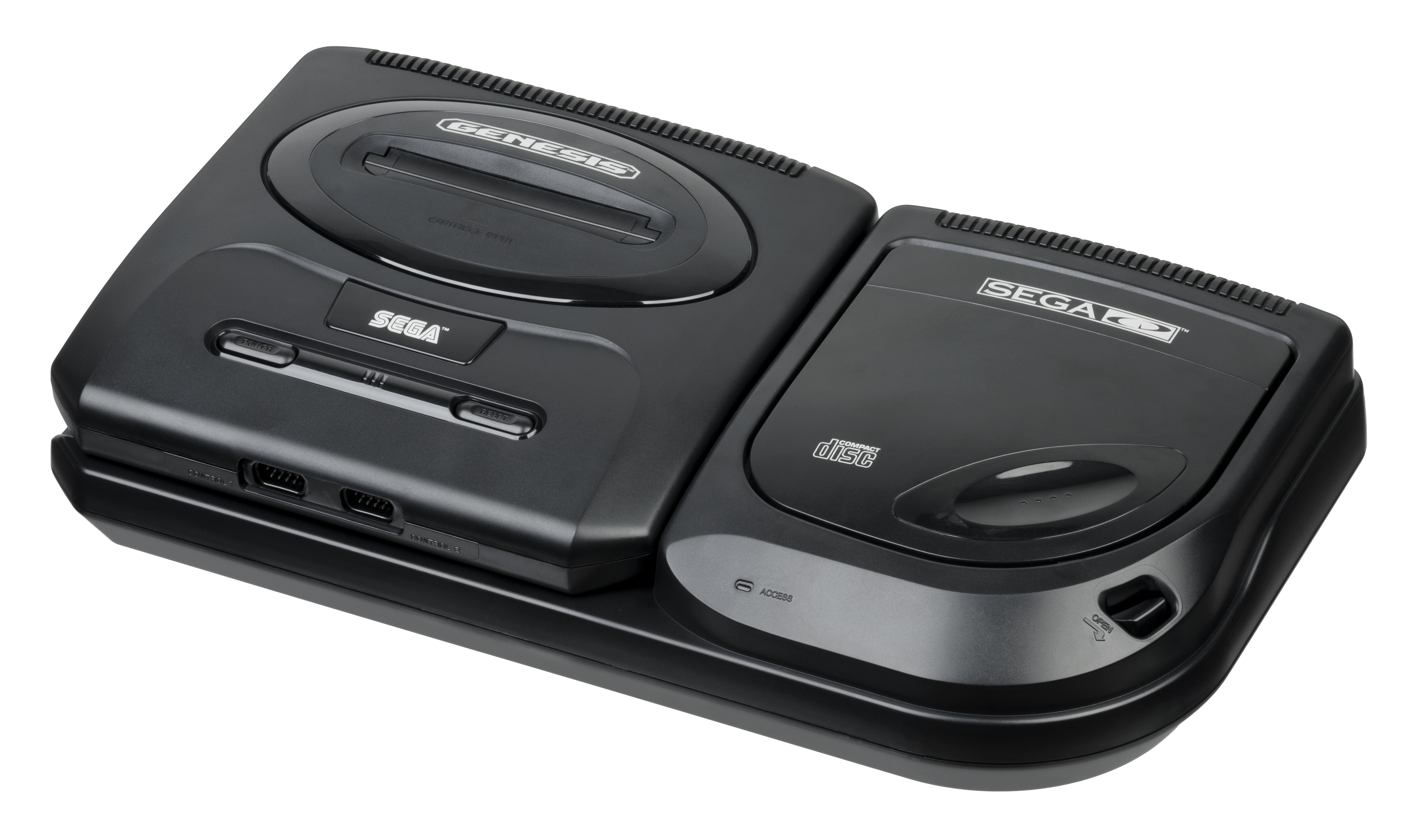
Sega CD II (rechts), angeschlossen an einen Genesis 2.

Dies ist eine Liste der Spiele, die für das Sega Mega-CD erschienen sind. Das Mega-CD war eine Hardwareerweiterung für die Spielkonsole Mega Drive und ermöglichte erstmals für eine Sega-Konsole die Verwendung von CD-ROMs als Datenträger.

## A
- 3 Ninjas Kick Back
- A-Rank Thunder Tanjouhen
- A/X-101
- Advanced Dungeons & Dragons: Eye of the Beholder
- After Armageddon
- After Burner III
- AH-3 Thunderstrike (Thunderhawk außerhalb Nordamerikas)
- Alshark
- Android Assault: The Revenge of Bari-Arm
- Annet Futatabi
- Arcus 1-2-3
- Arslan Senki

## B
- Baku Den: The Unbalanced Zone
- Batman Returns
- Battle Frenzy
- Battlecorps
- BC Racers
- Bill Walsh College Football
- Black Hole Assault
- Bouncers
- Bram Stoker’s Dracula
- Brutal: Paws of Fury
- Burai
- Burning Fists: Force Striker

## C
- Cadillacs and Dinosaurs
- Captain Tsubasa
- Championship Soccer '94
- Chuck Rock
- Chuck Rock II:Son of Chuck
- Citizen X
- Cliffhanger – Lizenzprodukt zum Kinofilm Cliffhanger – Nur die Starken überleben (1993)
- Cobra Command
- Compton’s Interactive Encyclopedia
- Corpse Killer
- Cosmic Fantasy Stories
- Crime Patrol
- Cyborg 009

## D
- Dark Wizard
- Demolition Man
- Detonator Organ
- Devastator
- Double Switch
- Dracula Unleashed
- Dragon’s Lair
- Dune
- Dungeon Explorer
- Dungeon Master II: Skullkeep
- Die Schlümpfe [Smurfs]

## E
- Earnest Evans
- Earthworm Jim Special Edition
- Ecco the Dolphin
- Ecco: The Tides of Time
- ESPN Baseball Tonight
- ESPN National Hockey Night
- ESPN NBA HangTime '95
- ESPN Sunday Night NFL
- Eternal Champions:Challenge from the Dark Side

## F
- Fahrenheit (1995)
- Fatal Fury Special
- Fhey Area
- FIFA International Soccer
- Final Fight CD
- Flashback: The Quest for Identity
- Flink (1994)
- Flux: Audio Visual Experience
- Formula One World Championship: Beyond the Limit
- Funky Horror Band

## G
- Gambler Jiko Chuushinha 2
- Game no Kanzume Vol. 1
- Game no Kanzume Vol. 2
- Genei Toshi: Illusion City
- Genghis Khan II
- Ground Zero Texas

## H
- Heart of the Alien: Out of this World Parts I and II
- Heavy Nova
- Heimdall
- Hook

## I
- INXS: Make My Video
- Iron Helix

## J
- Jaguar XJ220
- Jeopardy!
- Joe Montana’s NFL Football
- Jurassic Park

## K
- Keio Flying Squadron
- Kids On Site
- Kris Kross: Make My Video

## L
- Lethal Enforcers
- Lethal Enforcers II: Gunfighters
- Links: The Challenge of Golf
- Loadstar: The Legend of Tully Bodine
- Lodoss Jima Senki
- Lords of Thunder
- Lunar: Eternal Blue
- Lunar: The Silver Star

## M
- Mad Dog II: The Lost Gold
- Mad Dog McCree
- Mahou no Shoujo: Silky Lip
- Mansion of Hidden Souls
- Marky Mark and the Funky Bunch: Make My Video
- Mary Shelley’s Frankenstein / Bram Stoker’s Dracula
- Mega Race
- Mega Schwarzschild
- Mickey Mania: The Timeless Adventures of Mickey Mouse
- Microcosm
- Midnight Raiders
- Might and Magic III: Isles of Terra
- Mighty Morphin' Power Rangers
- Mortal Kombat

## N
- NBA Jam
- NFL Football Trivia Challenge
- NFL’s Greatest: San Francisco Vs. Dallas 1978-1993
- NHL ’94
- Night Trap
- Novastorm

## P
- Panic!
- Penn & Teller’s Smoke and Mirrors
- Pitfall: Das Maya-Abenteuer
- Popful Mail
- Power Factory Featuring C+C Music Factory
- Power Monger
- Prince of Persia
- Prize Fighter
- Psychic Detective Series Vol. 3: Aya
- Psychic Detective Series Vol. 4: Orgel
- Puggsy

## R
- Racing Aces
- Ranma 1/2: Byakuran Aika
- RDF Global Conflict
- Revenge of the Ninja
- Revengers of Vengeance
- Rise of the Dragon: A Blade Hunter Mystery
- Road Avenger
- Road Rash
- Robo Aleste
- Romance of the Three Kingdoms III

## S
- Samurai Shodown
- Sega Classics Arcade Collection (5-in-1)
- Sega Classics Arcade Collection 4-in-1
- Seima Densetsu 3X3 Eyes
- Sewer Shark
- Shadow of the Beast II
- Shadowrun
- Sherlock Holmes Consulting Detective Vol. II
- Sherlock Holmes: Consulting Detective
- Shin Megami Tensei
- Shining Force CD
- Silpheed
- SimEarth: The Living Planet
- Slam City with Scottie Pippen
- Snatcher
- Sol-Feace
- Sonic the Hedgehog CD
- SoulStar
- Space Ace
- Space Adventure
- Star Strike
- Star Wars Chess
- Star Wars: Rebel Assault
- Starblade
- Stellar-Fire
- Supreme Warrior
- Surgical Strike

## T
- The Adventures of Batman & Robin
- The Adventures of Willy Beamish
- The Amazing Spider-Man vs. the Kingpin
- The Masked Rider: Kamen Rider ZO
- The Ninja Warriors
- The San Diego Zoo Presents: The Animals!
- The Secret of Monkey Island
- The Terminator
- Theme Park
- Third World War
- Thunderhawk (AH-3 Thunderstrike in Nordamerika)
- Time Gal
- Tomcat Alley
- Trivial Pursuit

## U
- Urusei Yatsura: My Dear Friends

## V
- Vay

## W
- Wheel of Fortune
- Who Shot Johnny Rock?
- Wild Woody
- Wing Commander
- Wirehead
- Wolfchild
- Wonder Dog
- World Cup USA ’94
- WWF Rage in the Cage

## Y
- Yumimi Mix